# Bożenna Łukasiak-Bachurzewska

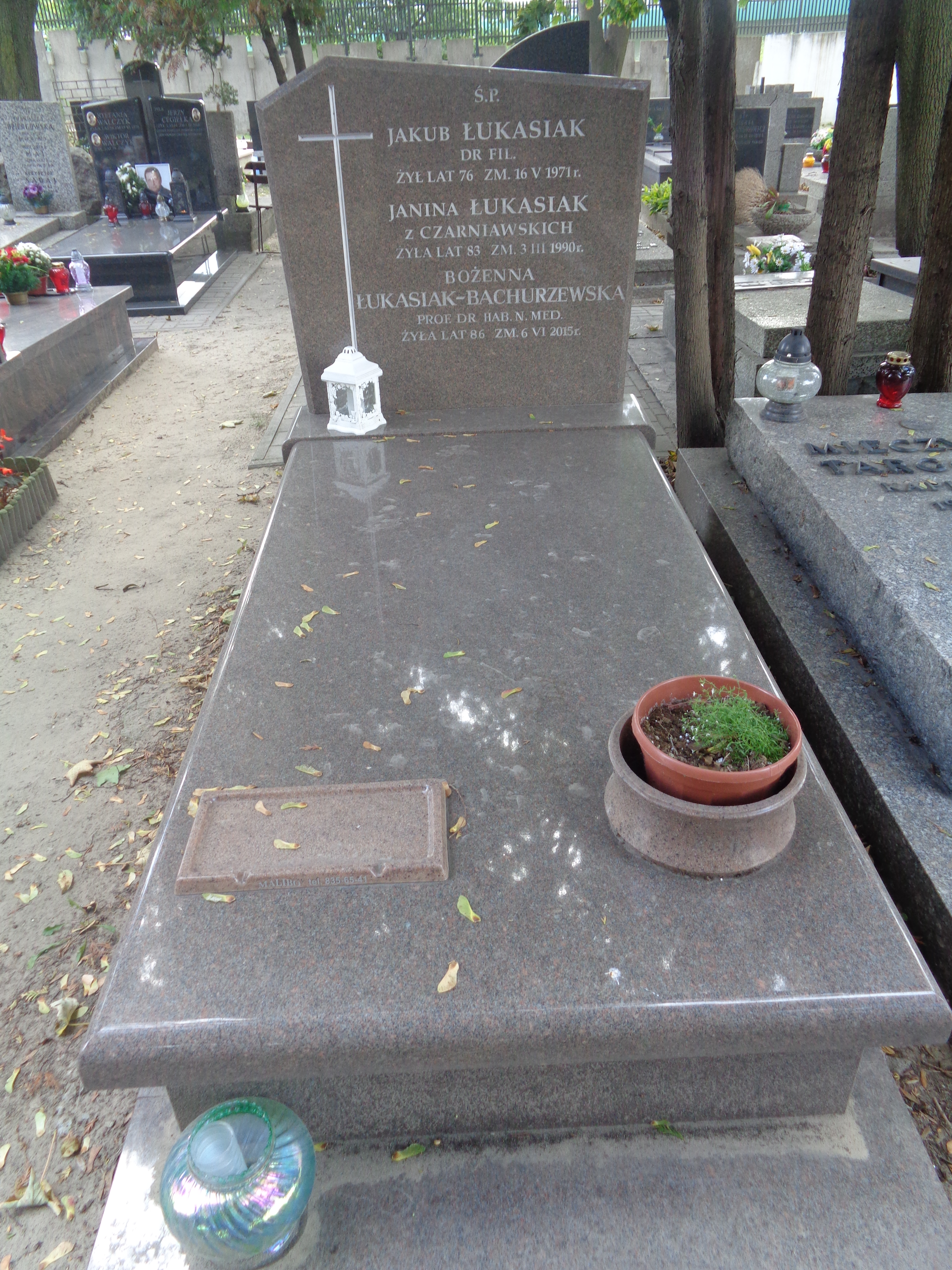
Grób Bożenny Łukasiak-Bachurzewskiej na cmentarzu wojskowym na Powązkach

Bożenna Łukasiak-Bachurzewska (ur. ok. 1929, zm. 6 czerwca 2015) – polska dermatolog, profesor nauk medycznych.

## Życiorys
Była pracownikiem między innymi Wydziału Nauk o Zdrowiu Wyższej Szkoły Infrastruktury i Zarządzania w Warszawie oraz Centrum Naukowego Medycyny Kolejowej. Zmarła 6 czerwca 2015 roku i została pochowana na Cmentarzu Wojskowym na Powązkach w Warszawie (kwatera C38-5-1).